# Iglesia de Nuestra Señora de la Natividad (Jamilena)
La iglesia parroquial de Nuestra Señora de la Natividad de Jamilena (Provincia de Jaén, España) es un templo renacentista cuya construcción comenzó en el siglo XVI por mandato del emperador Carlos V. Inicialmente formaba parte del proyecto de ampliación de las iglesias asociadas a la Orden de Calatrava, de la cual Jamilena era parte integrante.

## Historia
La iglesia de Nuestra Señora de la Natividad de Jamilena se proyectó para reemplazar una antigua estructura medieval de menor tamaño y estilo más austero, que había servido como centro de culto en la localidad. Las obras de construcción comenzaron en el siglo XVI, impulsadas por la necesidad de contar con un templo más amplio y representativo de los valores de la Contrarreforma, que promovía el estilo renacentista para subrayar la majestuosidad y solidez de la fe católica.
El arquitecto Francisco del Castillo "El Mozo", discípulo del influyente arquitecto italiano Jacopo Vignola, fue encargado del diseño inicial. Castillo aplicó el modelo característico de las iglesias jesuíticas de Vignola, caracterizado por una nave única y capillas laterales en forma de hornacinas, estructura que permite una visión sin obstáculos del altar principal. Este diseño era fiel a los ideales renacentistas de simetría, proporción y orden, promovidos por la Contrarreforma para fortalecer el catolicismo en el sur de España y poner de relieve el poder de la iglesia.
Las obras se prolongaron durante décadas, y hacia el siglo XVII fueron completadas bajo la supervisión del arquitecto Juan Sequero de la Matilla, quien respetó los diseños renacentistas de Del Castillo, asegurando una continuidad estilística en la estructura del templo. Sin embargo, a lo largo de los años se añadieron elementos barrocos, especialmente visibles en el campanario y el altar, lo que le da a la iglesia una riqueza arquitectónica que combina el rigor renacentista con la ornamentación barroca posterior.
En 1993, la iglesia fue declarada Monumento Nacional por su valor histórico y arquitectónico, reconocimiento que subraya su importancia en el patrimonio cultural de Andalucía y su relevancia como ejemplo destacado de la transición entre el Renacimiento y el Barroco en la arquitectura eclesiástica española.

## Arte y decoración
El altar mayor de la iglesia de Nuestra Señora de la Natividad alberga un retablo de gran valor artístico, realizado por el escultor Francisco Palma Burgos. Este retablo es una obra destacada por su combinación de estilos barroco y renacentista, que otorgan profundidad y dinamismo a su composición. La obra de Palma Burgos, ampliamente conocida en la región, incluye elementos decorativos y simbólicos que refuerzan la devoción hacia la Virgen María. En este retablo se representan escenas de la vida de la Virgen, en sintonía con la advocación del templo a Nuestra Señora de la Natividad, resaltando su figura como protectora y símbolo de fe para la comunidad.
Otra sección destacada del templo es la capilla de Nuestro Padre Jesús Nazareno, que alberga un lienzo del Nazareno pintado en 1883. Este cuadro es una réplica de un original de 1667, destruido durante la Guerra Civil, lo que añade valor histórico y emocional a la obra para la comunidad de Jamilena. La imagen de Jesús Nazareno, representada con una expresión serena y compasiva, es considerada una figura protectora y es objeto de especial devoción. Esta capilla se convierte en un punto de referencia para los fieles durante las festividades religiosas y se ha convertido en un símbolo de la continuidad de la fe y la tradición en la localidad.
Además, la iglesia conserva diversas piezas de arte sacro y ornamentación litúrgica, que incluyen esculturas y elementos de platería, fruto de donaciones y encargos realizados por la comunidad a lo largo de los siglos. Estos elementos, junto con el retablo y el lienzo de Nuestro Padre Jesús Nazareno, hacen del templo de Nuestra Señora de la Natividad un espacio de valor no solo arquitectónico sino también artístico y devocional.

## Significado cultural
La iglesia de Nuestra Señora de la Natividad fue declarada Monumento Nacional en 1993, una distinción que destaca su relevancia como ejemplo notable de la arquitectura renacentista en Andalucía. Este reconocimiento no solo avala su valor arquitectónico y artístico, sino también su papel fundamental en el desarrollo cultural y religioso de Jamilena y sus alrededores. La iglesia es uno de los principales centros de culto de la localidad y un símbolo de identidad para sus habitantes, en gran parte debido a su estrecha conexión con la historia de la Orden de Calatrava y los valores de la Contrarreforma en España.
Además de su significación patrimonial, el templo es el escenario de importantes celebraciones religiosas, especialmente en honor a la Virgen de la Natividad, su patrona. Estas festividades reúnen a la comunidad en eventos anuales que incluyen procesiones, misas solemnes y actos de veneración a la Virgen, en una muestra de la rica herencia cultural y espiritual de la región. La iglesia actúa como un punto de unión entre el pasado y el presente, al mantener vivas tradiciones que se remontan a siglos atrás, y desempeña un papel esencial en la transmisión de la fe y las costumbres locales a las nuevas generaciones.
La iglesia también alberga diversos eventos culturales y musicales, incluyendo conciertos de música sacra y conferencias, que permiten a los visitantes y a la comunidad explorar el arte y la historia desde una perspectiva contemporánea. Esto refuerza su rol no solo como centro de culto, sino también como espacio cultural accesible al público y un destino turístico de interés dentro del patrimonio histórico de la provincia de Jaén.